# Cayman 27
Cayman 27 était une chaîne de télévision généraliste commerciale locale caïmanaise.

## Histoire de la chaîne
Cayman 27 est mise en onde sur le réseau analogique hertzien en 1992 afin de relier les îles Caïmans avec le reste du monde en fournissant un large éventail de programmes sur un réseau gratuit. Le 29 novembre 2011, l'autre chaîne de télévision locale, Island 24, a cessé d'émettre pour fusionner avec Cayman 27 en vue du lancement de la télévision numérique terrestre le 15 novembre 2011.
Le 30 août 2019, la chaîne de télévision a fermé faute de viabilité économique, aggravée par l’absence de soutien financier public et réglementaire, rendant son modèle gratuit insoutenable.

## Organisation

### Dirigeants
Directeur de l'information :
- April Cummings

## Programmes
La chaîne diffuse de l'information locale, du sport, des émissions de variété, divers talks shows et de la publicité.

### Émissions
- Cayman 27 News : journal télévisé de 30 minutes consacré à l'information locale, la météo et les sports, diffusé chaque soir à 18h00.
- Daybreak : émission matinale d'une heure diffusée à 7h00 avec les nouvelles locales, les conditions météorologiques, les événements du moment, les entreprises et autres événements communautaires dans les îles Caïmans.
- Let’s Talk to the Experts : talk-show sociologique présenté par le Dr. Tasha Ebanks-Garcia entourée d'experts et diffusé le lundi à 19h00.
- The Panel
- Let’s Talk Sports : talk-show sur le sport présenté par Vanessa Hansen et Jason Harper et diffusé le jeudi à 19h00.

## Diffusion
Cayman 27 était diffusée au format NTSC sur le canal UHF 27 du réseau analogique hertzien jusqu'au 15 novembre 2011. Depuis cette date, elle est uniquement accessible par la télévision numérique terrestre et sur les canaux 27 et 327 (HD) du réseau câblé WestStar.